# GOS (Linuxdistributie)
GOS of "Good OS" was een Linuxdistributie ontwikkeld door het in Los Angeles gevestigde bedrijf gOS LLC. Het werd ontwikkeld om op vrij eenvoudige computers te draaien en toch een krachtig en snel systeem te krijgen. GOS is gebaseerd op Ubuntu, maar gebruikt de windowmanager Enlightenment.
Bijzonder aan gOS is dat het systeem sterk leunt op een snelle verbinding met het internet via een netwerkkabel, aan een ADSL- of kabelmodem. Dit onder andere door het veelvuldig toepassen van Web 2.0 AJAX-applicaties waaronder Google-applicaties zoals Gmail, Picasa en Google Docs. Ook andere technologieën van Google waren ingebouwd, zoals Google Desktop Search.
Alhoewel gOS geen project van Google is, zijn er parallellen Google Chrome OS door het gebruik van veel Google-diensten.

## gOS 1.0.1
In november 2007 lanceerde het bedrijf zijn besturingssysteem, toen de grote warenhuisketen Wal-Mart de Everex gPC begon te verkopen voor een prijs van 200 dollar en deze met dit besturingssysteem waren uitgerust, omdat daarmee het systeem toch behoorlijk vlot kon werken. Deze computers waren namelijk uitgerust met de bijzonder energiezuinige, maar niet bijster krachtige, G7-D VIA-processoren, waardoor het systeem slechts 20 watt verbruikte. Dit vermogen gold echter voor de processor; uit metingen bleek het systeem minimaal 40 W te gebruiken. Dit is nog altijd een stuk minder dan het gebruik van een gemiddelde computer, al worden er al desktops ontwikkeld die rond de 20 W schommelen en veel betere prestaties bieden. Het relatief lage stroomgebruik is desondanks de basis voor de naam "greenPC" of gPC. Deze computers sloegen bijzonder goed aan, en binnen twee weken was de eerste voorraad van 10.000 stuks al uitverkocht.
Het kleurenschema van dit besturingssysteem is groen. Verder valt op dat de grafische gebruikersomgeving gebruikmaakt van grote iconen onderaan het scherm in een dock, waardoor het geheel wat lijkt op Mac OS X. Het systeem is dan ook specifiek ontworpen voor een eenvoudige gebruiker met weinig voorkennis van computers en is door de grote iconen ook bijzonder geschikt voor kinderen en senioren.
Er zijn iconen voor de volgende programma's: Mozilla Firefox (webbrowser), Google Mail, Google News, Google Agenda, Google Maps, Google Docs en Spreadsheets, Froogle (online de goedkoopste producten zoeken), Blogger, YouTube en Facebook (online gemeenschappen), Faqly (online hulpsysteem), Meebo (chatten met o.a. Yahoo en MSN), Rhythmbox (iTunes-achtig muziekbeheersysteem), Skype (gratis telefoneren), Wikipedia (online encyclopedie) en Xine (mediaspeler).
Ook zonder een internetverbinding is het systeem bruikbaar, onder meer door de aanwezigheid van een groot aantal kaart-, bord- en denkspellen en de aanwezigheid van het OpenOffice.org-kantoorsoftwarepakket. Hierdoor kunnen ook Microsoft Office-documenten, zoals Microsoft Word-documenten, geopend en bewerkt worden.
Via een speciaal voor gOS ontworpen online hulpsysteem genaamd "Faqly" is (Engelstalige) hulp direct beschikbaar.
Alhoewel gOS speciaal ontworpen is voor de Wal-Mart computers, draait het ook goed op andere computers. Een ISO-image kan worden gedownload van de gOS-website en op cd worden gezet. Met deze Live CD kan een pc opgestart worden om te testen op de doelcomputer. Van daaruit kan dan gOS op de harde schijf geïnstalleerd worden. Deze versie ondersteunt dan nog niet alle mogelijkheden die de versie op een Wal-Mart-systeem heeft (bijvoorbeeld het afspelen van MP3-muziek en dvd's), maar er zijn op het internet instructies beschikbaar om de nodige upgrades te downloaden en te installeren.

## Versie 2, "Rocket"
Begin januari 2008 bracht Good OS LCC een tweede versie van gOS uit, genaamd "gos-live-2.0.0-beta1", met als bijnaam "Rocket".
Echter, het is duidelijk dat dit slechts een demonstratieversie voor de aangekondigde CloudBook UPC is, omdat het essentiële onderdelen zoals hardware- en systeemmanagementprogramma's mist. Ook kan Rocket geen cd's en Windows-partities lezen. Toch is het duidelijk een sterk verbeterde versie.

## "CloudBook versie"
Op 15 februari verscheen de CloudBook-ultra mobile pc (of Subnotebook) op de markt met een nieuwe versie van gOS.
Deze had enkele weken eerder moeten uitkomen, maar naar nu verluidt werd de vertraging veroorzaakt doordat Everex inzag dat de door gOS gebruikte desktop-omgeving, Enlightenment 17, onvoldoende uitgerijpt was. Daardoor heeft men de drastische beslissing genomen om, in plaats van E17, GNOME te gaan gebruiken. Daardoor is gOS praktisch niets anders meer dan Ubuntu (ook op basis van GNOME) met een aangepaste grafische schil (thema). Wat dit betekent voor gPC-gebruikers en gOS-downloaders, is nog niet bekend.

## "Myspace versie"
Op 9 april 2008 verscheen de versie gOS 2.9 "Space", ook weer gebaseerd op GNOME en de Avant Window Navigator, echter met een nieuwe versie van de dock, sterk gelijkend op Mac OS X 10.5 Leopard "Stack", en met een aantal op MySpace gebaseerde applicaties. Deze versie is nog steeds gebaseerd op Ubuntu 7.10. Upgraden naar Ubuntu 8.04 is onmogelijk en leidt tot beschadiging van het besturingssysteem. Gelijk met gOS 2.9 verscheen ook een live-cd-versie van de definitieve versie van de op GNOME gebaseerde gOS 2.0 "Rocket", genaamd gOS 2.0 Rocket "G", met "G" van GNOME. De eerdere op Enlightenment gebaseerde betaversie heet nu gOS 2.0 Rocket "E".

## Versie 3.1, "Gadgets"
Ondertussen is er alweer een nieuwere versie uitgekomen, gOS 3.1 "Gadgets", die gebaseerd is op Ubuntu 8.04. Dit zorgt voor een beter en betrouwbaarder systeem. gOS 3.1 zal op alle netbooks en nettops standaard staan.

## Versie-geschiedenis
| Kleur | Betekenis                                       |
| ----- | ----------------------------------------------- |
| Rood  | Oude uitgave; niet langer officieel beschikbaar |
| Geel  | Oude uitgave; nog officieel beschikbaar         |
| Groen | Huidige uitgave                                 |
| Blauw | Toekomstige uitgave                             |

| Versie       | Codenaam       | Ontwikkelnaam | Uitgavedatum     | Ontwikkeld voor               | Gebaseerd op | Desktopomgeving | Eigenschappen |
| ------------ | -------------- | ------------- | ---------------- | ----------------------------- | ------------ | --------------- | --- |
| 1.0.1        | gOS            | Painfull      | 1 november 2007  | gPC                           | Ubuntu 7.10  | E17             | Eerste uitgave; gebaseerd op Ubuntu 7.10 met Enlightenment (E17) als desktopomgeving. Er worden veel Google-applicaties meegeleverd.                                                                            |
| 2.0.1 béta 1 | gOS Rocket (E) | Reloaded      | 7 januari 2008   | CloudBook                     | Ubuntu 7.10  | E17             | Bètaversie ontwikkeld om de CloudBook te demonstreren op de Consumer Electronics Show van 2008, nog steeds gebaseerd op Enlightenment.                                                                          |
| 2            | gOS Rocket (G) |               | 22 februari 2008 | CloudBook, gBook, gPC2 encore | Ubuntu 7.10  | GNOME +AWN      | Definitieve versie zoals uitgeleverd op de CloudBook, en later op de gBook en de gPC2. Niet beschikbaar als Live CD. Gebaseerd op GNOME, de Avant Window Navigator en Compiz fusion.                            |
| 2.9          | gOS Space      |               | 6 april 2008     | gPC mini                      | Ubuntu 7.10  | GNOME met AWN   | Speciaal ontwikkeld voor MySpace-gebruikers, voegt "stacks" toe aan de AWN-applicatiestarter en maakt gebruik van MySpace-applicaties, heeft geen 3D-hardware meer nodig om AWN te ondersteunen.                |
| 3.1          | Gadgets        | Aphrodite     | augustus 2008    |                               | Ubuntu 8.04  | GNOME           | Bugfixrelease van 3.0. |
| Cloud        | Cloud          | Perfect       |                  | Netbooks                      | Ubuntu 9.10  | GNOME           | Deze versie zou tegelijk een webbrowser en een besturingssysteem zijn. De speciale effecten zouden nog steeds gebruikt worden, en er zou een wisselingsknop zijn om gemakkelijk over te schakelen naar Windows. |